# 35É busz (Miskolc)
A miskolci 35É jelzésű buszjárat egy hajnali személyzeti buszjárat volt, mely az Avas és a Szondi György utca kapcsolatát látta el hajnalban. A járatot az MVK Zrt. üzemeltette.

## Története
2001 óta közlekedett, nyitástól ugyanazon az útvonalon. Érdekessége, hogy nem igazi éjszakai járat volt, hanem a kora hajnali és késő esti 35-ös járat indulásai helyett közlekedik, módosított útvonalon járt a Szabadságharc utca és környéke lakóinak kérésére.
A két állomás közti távot 15 perc alatt tette meg. 2009 júniusában egyes megállók neve megváltozott. 2015. június 14-én járt utoljára, a 35R járat vette át a szerepét, amely a Repülőtérig közlekedik az Avas városközponton keresztül.
2021. szeptember 20-án e járat újraindult hajnali személyzeti járat formájában, mely az Avas kilátótól a Szondi György utcáig közlekedik.
2022. szeptember 1-től a Vörösmarty Mihály utca és Centrum helyett a Villanyrendőr, Hősök tere, Petőfi tér megállóhelyek érintésével közlekedik a Szondi György utca felé.
2023. október 14-étől helyét a 935-ös busz vette át.

## Útvonala
| Avas kilátó – Centrum (2015. június 14-ig) |
| --- |
| - Avas kilátó - Pattantyús Ábrahám Géza utca - Klapka György utca - Ifjúság útja - Csabai kapu - Görgey Artúr utca - Corvin utca - Szentpáli utca - Centrum |

| Avas kilátó – Szondi György utca (2021. szeptember 20-tól) |
| --- |
| - Avas kilátó - Pattantyús Ábrahám Géza utca - Szentgyörgy utca - Tapolcai út - Tapolcai elágazás - Csabai kapu - Görgey A. utca - Corvin utca - Szentpáli utca - Szeles utca - Ady Endre út - Zsolcai kapu - Baross Gábor út - Tiszai pályaudvar - Baross Gábor út - Üteg utca - MVK Zrt. (Szondi György utca) |

## Megállóhelyei
| 35É (Avas kilátó – Centrum) - 2015. június 14-ig |                           |      |                                                 |
| Perc                                             | Megállóhely               | Perc | Átszállási lehetőségek                          |
| 0                                                | Avas kilátó               | 17   | 29, 32, 35, Auchan, Cora, Tesco                 |
| 1                                                | Leszih Andor utca         | 16   | 29, 32, 35, Auchan, Cora, Tesco                 |
| 2                                                | Hajós Alfréd utca         | 15   | 29, 32, 35, Auchan, Cora, Tesco                 |
| 3                                                | Mednyánszky utca          | 14   | 29, 32, 35, Auchan, Cora, Tesco                 |
| 4                                                | Ifjúság útja              | 13   | 29, 31, 32, 35, Auchan, Cora, Tesco             |
| 6                                                | Szabadságharc utca        | 12   | 31                                              |
| 7                                                | Kazinczy Általános Iskola | 11   | 31, Auchan                                      |
| 9                                                | Petneházy bérházak        | 10   | 2, 14, 14H, 22, 31, 44                          |
| 11                                               | SZTK Rendelő              | 8    | 2, 14, 14H, 22, 31, 44                          |
| 13                                               | Népkert                   | 6    | 2, 14, 14H, 22, 35, 38, 44                      |
| 15                                               | Vörösmarty utca           | ∫    | 2, 12, 21, 21T, 22, 33, 35, 38, 38B, 44, Auchan |
| ∫                                                | Villanyrendőr             | 4    | 12, 14, 14H, 22, 35, 38, 38B, 44 1, 2           |
| ∫                                                | Hősök tere                | 2    | 12, 14, 14H, 22, 35, 38, 38B, 44                |
| 16                                               | Centrum                   | 0    | 2, 12, 22, 35, 38, 38B, 44, Auchan 1, 2         |

| 35É (Avas kilátó – Szondi György utca) - 2021. szeptember 20-tól |
| Megállóhely                                                      |
| Avas kilátó                                                      |
| Leszih Andor utca                                                |
| Hajós Alfréd utca                                                |
| Mednyánszky utca                                                 |
| Ifjúság útja                                                     |
| Avas városközpont                                                |
| Sályi István utca                                                |
| Szentgyörgy utca                                                 |
| Vasúti felüljáró                                                 |
| Tapolcai elágazás                                                |
| Petneházy bérházak                                               |
| SZTK Rendelő                                                     |
| Népkert                                                          |
| Vörösmarty Mihály utca                                           |
| Centrum                                                          |
| Szeles utca                                                      |
| Búza tér/Zsolcai kapu                                            |
| Üteg utca                                                        |
| Tiszai pályaudvar                                                |
| Szondi György utca                                               |